# St. Vitus (Pösing)

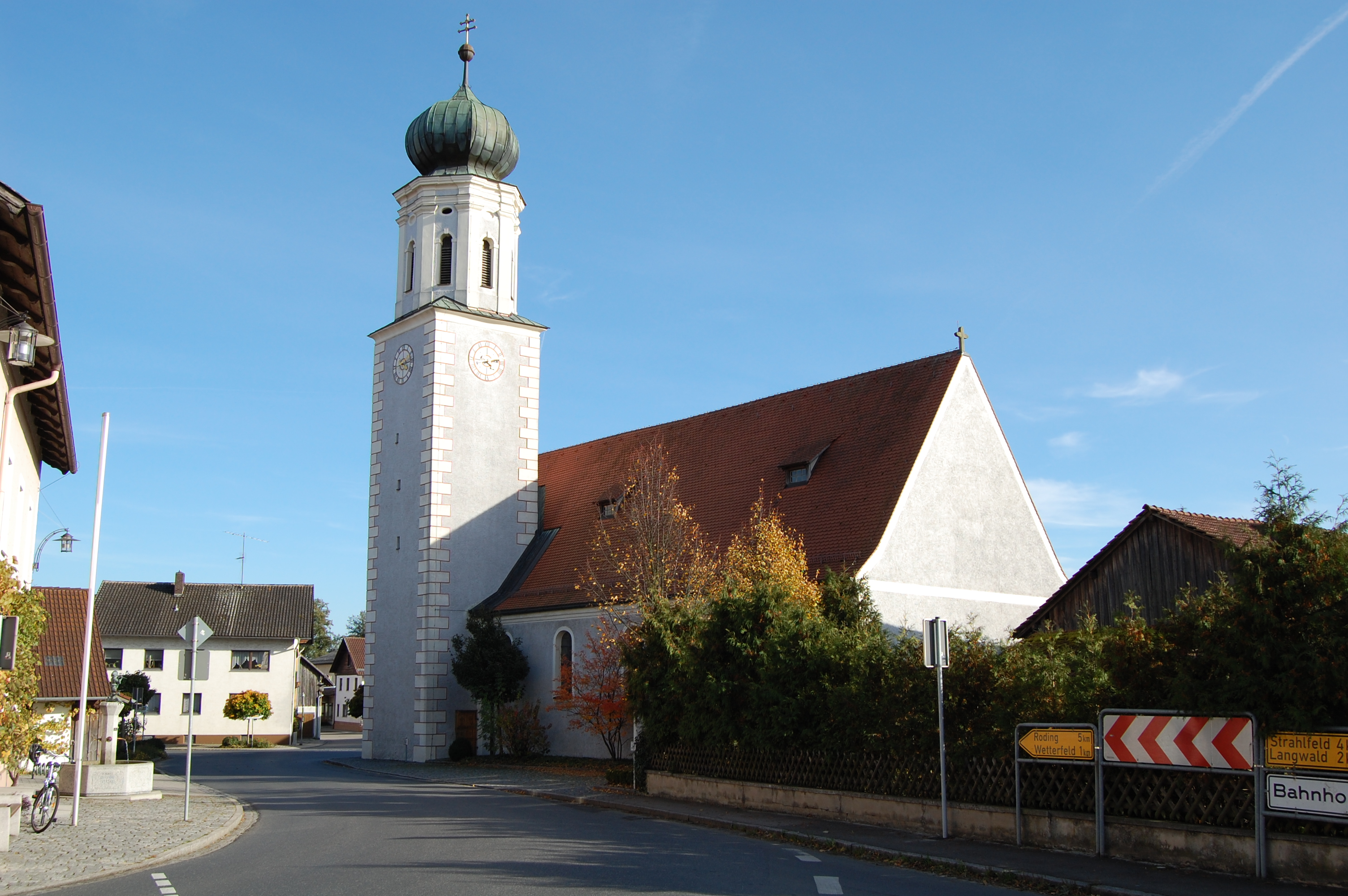
St. Vitus (Pösing)

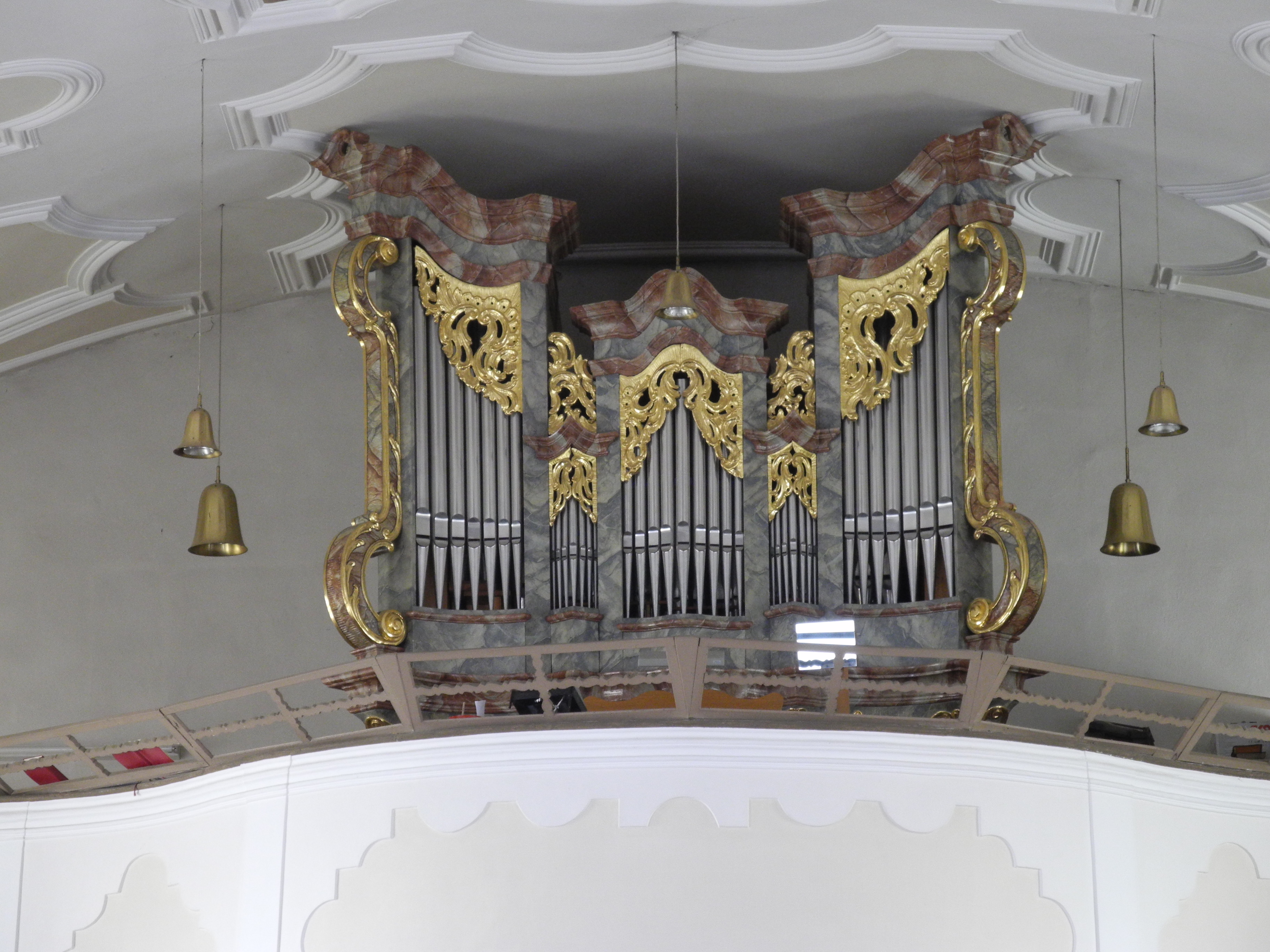
Orgel

Die römisch-katholische, denkmalgeschützte Kuratiekirche St. Vitus steht in Pösing, einer Gemeinde im Landkreis Cham in der Oberpfalz. Die Kirche gehört zum Dekanat Cham im Bistum Regensburg. Das Bauwerk ist unter der Denkmalnummer D-3-72-147-1 als Baudenkmal in die Bayerische Denkmalliste eingetragen.

## Beschreibung
Die traufständige, im Kern gotische Saalkirche wurde zwischen 1730 und 1750 barock umgestaltet. Sie besteht aus einem Langhaus, das 1921/22 nach Westen verlängert wurde, einem eingezogenen, dreiseitig geschlossenen Chor im Osten und einem Chorflankenturm auf quadratischem Grundriss an dessen Nordwand, dessen untere Geschosse mit Ecksteinen versehen sind. Sein oberstes, im Grundriss achteckiges Geschoss beherbergt hinter den Klangarkaden zwischen den Pilastern an den Ecken den Glockenstuhl. Darauf sitzt eine Zwiebelhaube. Die Sakristei wurde vom Chorflankenturm in einen Anbau an der Südseite verlegt. 
Der Innenraum des Langhauses ist mit einem hölzernen Stichkappengewölbe überspannt, der des Chors ist gemauert. Bei der nazarenischen Deckenmalerei im Chor ist die Trinität dargestellt.